# Doppelstockbrücke

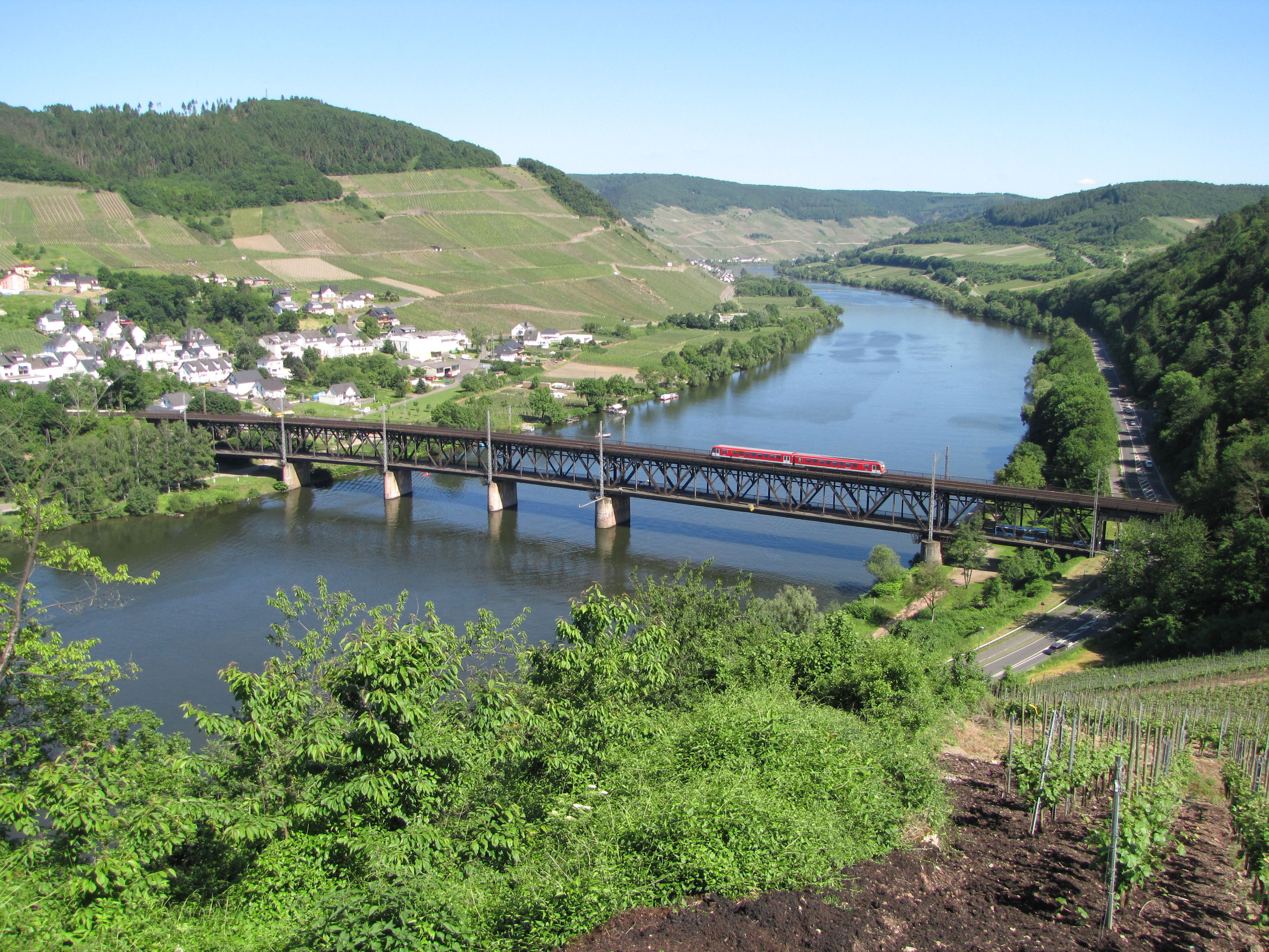
Die Doppelstockbrücke (Bullay) über die Mosel

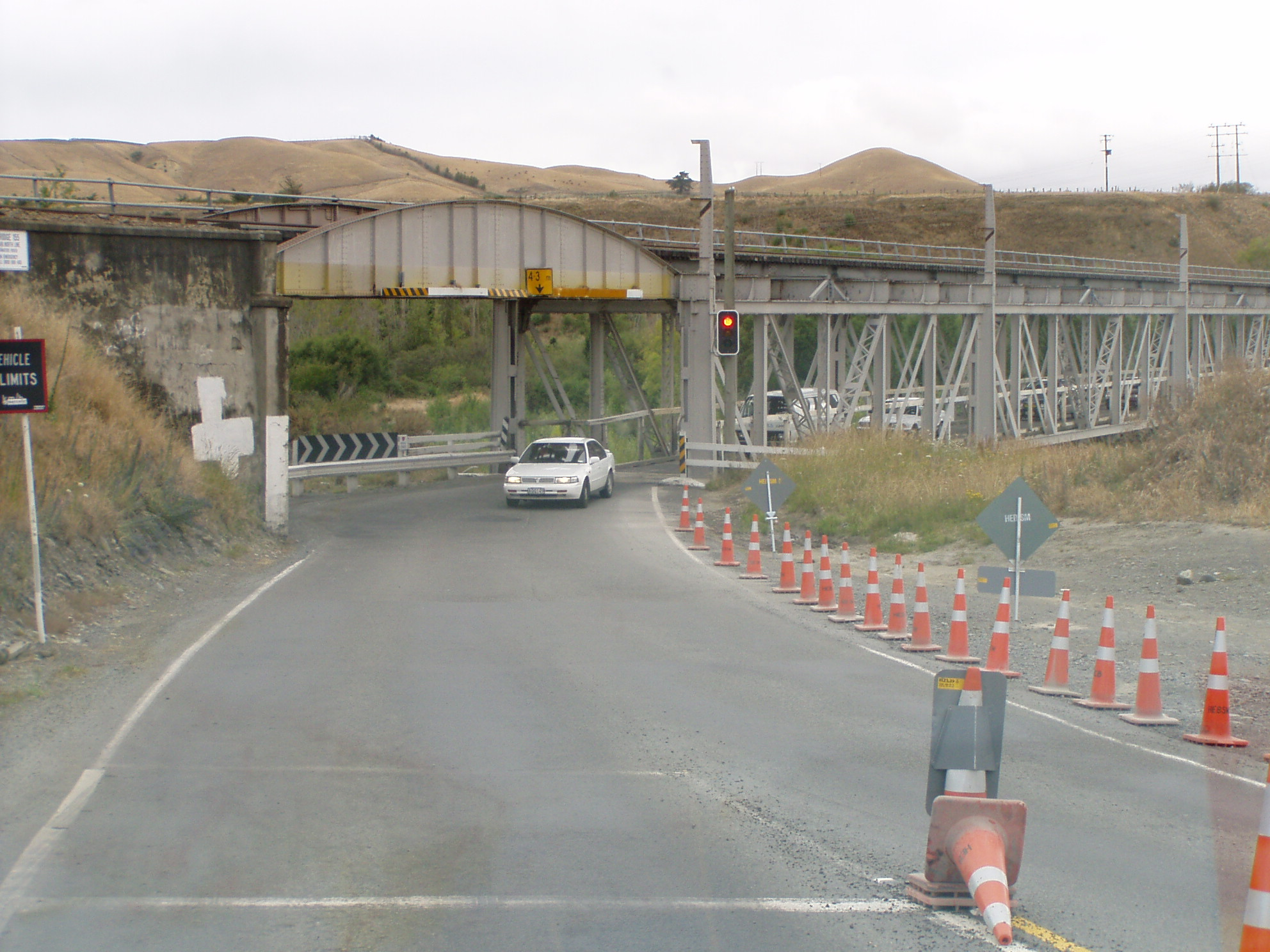
Die kombinierte Bahn- und Straßenbrücke bei Seddon, Neuseeland war bis Oktober 2007 in Betrieb. Seitdem nutzt der State Highway 1 hier eine neu gebaute zweistreifige Brücke, die Bahnstrecke führt nach wie vor über die Brücke.

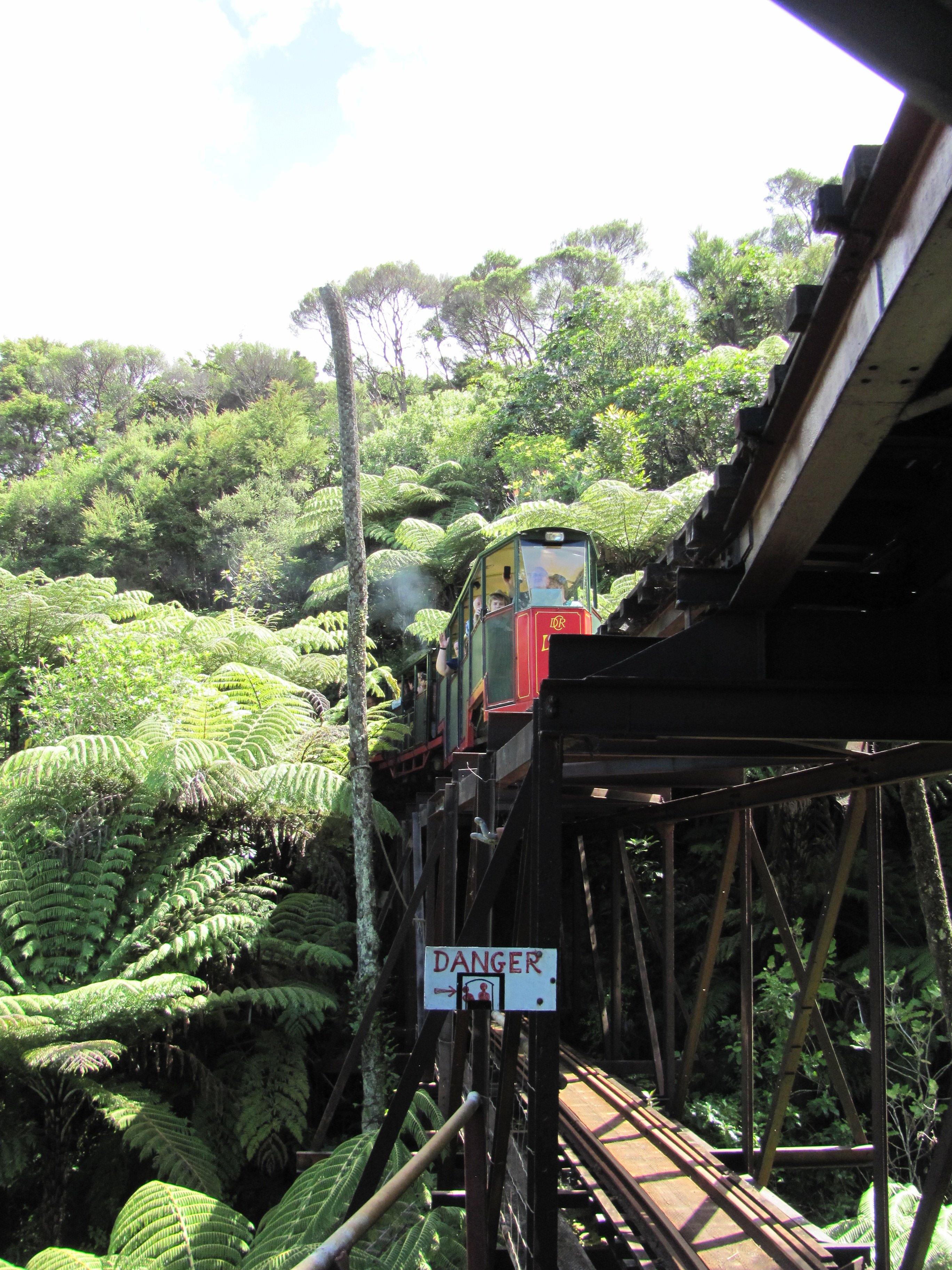
Doppelstockbrücke der Driving Creek Railway: Vielleicht die einzige der Welt, die im Zuge derselben Eisenbahnstrecke (nach durchfahren einer Kehrschleife) zweimal auf unterschiedlichen Ebenen genutzt wird, Coromandel, Neuseeland

Eine Doppelstockbrücke ist ein Bauwerk, das zwei übereinander angeordnete Fahrbahnebenen hat. So kann das Oberdeck eine mehrstreifige Richtungsfahrbahn aufnehmen, die untere Ebene kann offen sein oder geschlossen als Tunnel für die Gegenrichtung benutzt werden. Es gibt auch Ausführungen, wo unten der Schienenverkehr verläuft und an den Tunnelaußenseiten der Radverkehr. Grund für den Bau einer Doppelstockbrücke ist wirtschaftlich zu sehen, eine lange zu überbrückende Distanz für zwei Verkehrsströme gleichzeitig über ein Gewässer. Mehrstöckige Brücken haben den Vorteil, dass die statisch notwendige Konstruktionshöhe gleichzeitig als Verkehrsraum genutzt wird. Im Vergleich mit einstöckigen Brücken ist das Eigengewicht der Doppelstockbrücke reduziert, da die Brückenbreite geringer ist und damit die notwendigen Querträger leichter werden. Nachteilig ist das gegenüber einstöckigen Brücken kompliziertere Auffädeln der Zufahrten zu den unterschiedlichen Brückenebenen.

## Bauweise
Die Höhe zwischen Oberdeck und der zweiten Ebene muss so beschaffen sein, dass einerseits hohe Fahrzeuge problemlos durchkommen, andererseits eine ausreichende Lüftung vorhanden ist, sofern es sich um eine seitlich geschlossene Variante handelt. Dann muss an der Außenseite des Tunnels ein Weg für Rettungskräfte bzw. ein Fluchtweg vorhanden sein, falls im entsprechenden Tunnelsegment ein Unfall passieren sollte. Der Zugang zur zweiten Ebene erfolgt im Regelfall seitlich mit einer einleitenden Kurve und endet mit einer ausleitenden Kurve, während das Oberdeck direkt befahren werden kann.

## Bekannte Doppelstockbrücken
- Adolphe-Brücke in Luxemburg: oben Straßenverkehr und Straßenbahn, unten Radverkehr und Fußgänger
- Doppelstockbrücke (Bullay) in Rheinland-Pfalz: oben die Moselstrecke, unten Straßenverkehr
- Bay Bridge in San Francisco: reine Autobahnbrücke
- Brooklyn Bridge in New York: oben eine mittige Bahn für Rad und Fuß, die sich an den „Steintor-Paaren“ jeweils aufgabelt, unten Straßenverkehr
- Chaotianmen-Yangtse-Brücke bei Chongqing: Eisenbahn- und Straßenbrücke
- Dreirosenbrücke in Basel: Teil der Nordtangente, unten Autobahn, oben Straßenverkehr mit Tram und Fußgängerboulevard und Radweg
- Brücke Dumicketal am Biggesee: unten die Biggetalbahn, oben Straßenverkehr
- Fremont Bridge in Portland (Oregon): reine Autobahnbrücke
- Georg-Danzer-Steg (auch: U6-Donaubrücke) in Wien: Fuß- und Radfahrsteg als unterhalb des Brückentragwerks abgehängte Trasse im Brückenabschnitt über die Neue Donau
- George Washington Bridge in New York: Straßenverkehr
- Gdański-Brücke in Warschau: oben Straßenverkehr, unten Straßenbahn
- Goshikizakura Ōhashi in Tokio: erste doppelstöckige Netzwerkbogenbrücke; reine Expresswaybrücke
- Großhesseloher Brücke in München: oben Eisenbahn, unten Radverkehr und Fußgänger
- Hawanskyj schljachoprowid in Kiew: oben Kfz-Verkehr; unten U-Bahn-Linie (eingehaust vom Stahlbetontragkasten)
- I Street Bridge in Sacramento: Eisenbahn- und Straßenbrücke
- Kuventhaler Talbrücke  in Kuventhal einem Ortsteil von Einbeck in Niedersachsen, über den oberen Teil verläuft die  B 3, im unteren Teil der Ortsverkehr
- Brücke Listertal am Biggesee: unten die Biggetalbahn, oben Straßenverkehr
- Manhattan Bridge in New York: U-Bahn- und Straßenbrücke
- Niagara Falls Suspension Bridge: ehemalige Eisenbahn- und Straßenbrücke
- Nuselský most in Prag: im Hohlkasten der Betonkonstruktion verkehrt die Prager U-Bahn
- Oberbaumbrücke in Berlin: oben U-Bahn-, unten Straßenverkehr
- Oberhafenbrücke in Hamburg: oben Schienen-, unten Straßenverkehr
- Öresundbrücke: oben Kfz-Verkehr, unten Schienenverkehr
- Praterbrücke in Wien: Seitliche Trassen für Geh- und Radwege stromauf und stromab unterhalb der Fahrbahntrasse für den Kraftfahrzeugverkehr, jeweils über der Donau neben der Unterseite des Brückenhohlkastens angebracht
- Ponte 25 de Abril in Lissabon: oben Straßenverkehr, unten Schienenverkehr
- Reichsbrücke in Wien: oben Kfz-Verkehr; unten U-Bahn-Linie (eingehaust vom Stahlbetontragkasten) und außen beidseits gemeinsame Rad- und Fußwege, überdacht jeweils durch die Fahrbahn oberhalb und Anschlüssen zur Donauinsel
- Stephanibrücke in Bremen: oben Kfz-Verkehr der B6 und B75, unten jeweils rechts und links an den Brückenhohlkasten angebrachte Fuß- und Radwege
- Stubenrauchbrücke über den Teltowkanal in Berlin-Tempelhof: oben Straßenverkehr, unten U-Bahnhof Ullsteinstraße
- Tsing-Ma-Brücke in Hongkong: oben Straßenverkehr, unten Schienen- und Straßenverkehr
- Verrazzano-Narrows Bridge in New York: reine Autobahnbrücke
- Wipkingerbrücke in Zürich: Oben die Schnellstraße der Westtangente, unten Straße und Tram